# Rudný
Rudný är en kulle i Tjeckien.   Den ligger i regionen Vysočina, i den centrala delen av landet, 110 km sydost om huvudstaden Prag. Toppen på Rudný är 613 meter över havet.
Terrängen runt Rudný är huvudsakligen lite kuperad. Runt Rudný är det ganska tätbefolkat, med 65 invånare per kvadratkilometer. Närmaste större samhälle är Jihlava, 4,4 km söder om Rudný. Trakten runt Rudný består till största delen av jordbruksmark.